# منصور بن فريخ
منصور بك بن فريخ (توفي في السابع من كانون الأول لعام 1593) وهو الأمير العثماني الذي ولي على كل من البقاع وصفد وعجلون، وذلك في أواخر القرن السادس عشر خلال العهد العثماني. منح العثمانيون المنصور قاعدة عسكرية كبيرة؛ بهدف تمكينه من السيطرة على القوة المتنامية للعشائر اللبنانية المتمردة، في كل من معان وحرفوش. وبالرغم من ذلك، تم تقديم شكاوى ضده تزعم أنه قمع رعاياه وقتل وسرق الحجاج المسلمين الأثرياء أثناء ولايته كأمير للحج. كما فشل منصور في دفع الضرائب التي كانت مستحقة عليه للسلطات العثمانية في السنجق (أي اللواء).  ونتيجة هذه الأعمال، تم القبض على منصور وإعدامه.

## السيرة الذاتية
جاء منصور من أسرة بدوية ومن المحتمل أنه كان قد عمل في اسطبل بني الحنش، وهي عشيرة مسلمة سنية وقد كانت لها سيطرت على ناحية البقاع من لواء دمشق من إيالة دمشق. جنبا إلى جنب مع شيخ محلي يدعى ابن شهاب، قام منصور و٣٠٠٠ من رجاله بنهب عدة قرى في ناحية من فدان في عام ١٥٧٣ ، قتل ما بين ٥٠ و٦٠ من السكان المحليين في هذه العملية. ونتيجة لذلك، صدر أمر بالقبض على منصور من محكمة السلطان سليم الثاني، لكن يبدو أن منصور لم يُعاقب.
في عام ١٥٨١ ، تم تعيين منصور بصفته أمير الحج (قائد الحج) لقافلة الحجاج المغادرة من دمشق إلى مكة المكرمة. في مايو ١٥٨٣، تم منح منصور السيطرة على لواء صفد من قبل حاكم المنطقة، حسين باشا؛ لأنه تم إعادة تعيين الأخير إلى لواء القدس لقمع الاضطرابات البدوية هناك. استمر منصور في السيطرة على صفد حتى سبتمبر عام ١٥٨٥.
بحلول عام ١٥٨٥ ، ظهر منصور كزعيم ناحية البقاع. وسمحت له السلطات العثمانية بالارتقاء إلى المنصب؛ نظرًا لمخاوفهم من عشائر معان الثائرة بصفة متكررة أو عشائر حرفوش من الشوف وبعلبك، على التوالي، ومحاولتهم سيطرتهم على البقاع. كان مكون معان من الدرزيين، في حين كانت حرفوش من المسلمين الشيعة. عُرف منصور بكونه مسلما سنيا خالصا، وكان لديه الكره والحقد لكل من الدروز والشيعة. خلال الحملة العسكرية العثمانية ضد معان في الشوف ، عمل منصور كمرشد للقائد العثماني والحاكم السابق لمصر، ابراهيم باشا. في وقت لاحق من ذلك العام، لجأ الأمير حسين بن سيفا من طرابلس في لبنان إلى منصور، الذي كانت تلاحقه السلطات. فيما بعد، أرسل العثمانيون إلى منصور مرسوماً يطالب فيه بالقبض الفوري على حسين وتسليمه للسلطات.
تم تعيين منصور أميرًا للحج في عامي ١٥٨٩ و ١٥٩٠ وفقًا للمؤرخ محمد عدنان بخيت، لكن المؤرخ طريف الخالدي يؤكد أنه شغل منصب أمير الحج في عامي ١٥٩٠ و ١٥٩١. عند عودته إلى سوريا، تم تعيينه رسميًا كملتزم لمعقل البقاع ، فضلا عن لواء باي (محافظ منطقة) من نابلس، وألوية صفد وعجلون، لمدة أربع سنوات متتالية. في المقابل، كان التزام منصور تجاه السلطات العثمانية هو الدفع الفوري للضرائب السنوية التي يتم تحصيلها من مناطقه والحماية الناجحة وتوفير قافلة الحج السنوية إلى مكة المكرمة.
في البداية، استقر منصور في لواد صفد، حيث تولى إدارته مباشرة بنفسه، الذين كانت غالبيتهم من الشيعة. وبالرغم من ذلك، فقد أقام معظمه في دمشق أو قرية البقاع من قباب الياس، حيث بنى قصرًا لنفسه باستخدام القوى العاملة. قام منصور بتفويض أحد أبنائه لإدارة نابلس، ومناصر مقرب له اسمه شركس على عجلون، وآخر على البقاع. كان لديه مساعدة واضحة من المحلية الإنكشارية لفرض سلطته في الألوية والنواحي التي كان يسيطر ويجمع الضرائب من سكانها.
وبحسب المؤرخين في عصره، فقد ظلم منصور وقتل العديد من سكان المناطق التي حكمها ودمر عدة قرى. علاوة على ذلك، كان يدير له بشكل غير كفؤ لألويته، كما أهمل أو عجز عن دفع الضرائب التي كان يدين بها للسلطات. في حين تم الإشادة به ومكافأته من قبل السلطات الإمبراطورية على قيادته لقافلة الحج بنجاح في عام ١٥٩٠، تم توجيه اللوم إليه على أفعاله في أداء الدور في عام ١٥٩١، بعد اتهامه بأنه «قتل الحجاج الأثرياء سراً وصادر أموالهم». بالإضافة إلى ذلك، فإن الأمير المعاني القوي فخر الدين الثاني من الشوف ربما ضغط على محافظ بكلربك دمشق لإنهاء حكم الأمير منصور. في منتصف عام ١٥٩٣، تم القبض على منصور وسجنه. في وقت لاحق، البكلربك أصدر أمرًا إمبراطوريًا يقضي بعقوبة الإعدام على منصور. تم إعدام منصور في ٧ من كانون الثاني لعام ١٥٩٣.

## الميراث
في عام ١٥٩٤ ، حاول كركماز ، وهو نجل منصور الذي أطلق سراحه من سجنه في دمشق عام ١٥٩٢، الفرار إلى طرابلس وطلب اللجوء لدى عشيرة السيفا، وهم حلفاء الفريخ. من أجل ذلك، تمت ملاحقة كوركماز من قبل السلطات. وبناء على طلب البكلربك في دمشق، قام كل من مراد باشا وفخر الدين وحليفه موسى بن حرفوش، وقد كانوا أعداءً للفريخ ، بإمساك وقتل كركماز و 150 من رجاله في البقاع وهم في طريقهم إلى طرابلس.
بعد وفاة منصور، ورث شقيقه مراد بن فريح مقر المنصور في قب الياس. وفي عام ١٦٠٩، استولى الشيخ الدرزي علي جنبلاط على قب الياس في ثورة ضد السلطات في دمشق. إلا أنه لم يمض وقت طويل بعدها، حتى تمكن الأمير فخر الدين الثاني من السيطرة على المنطقة، مما دفع مراد باشا للحصول على فرمان من الصدر الأعظم في القسطنطينية؛ لإعادة أملاك المنصور لعائلة الفريخ. لكن الأمير فخر الدين رفض تسليم الملكية، وهو منزل منصور، إلى مراد. بعد وفاة مراد، تولى يونس بن حرفوش السيطرة على البقاع (بينما كان فخر الدين يعيش في المنفى)، ورفض تسليم المنزل لأبناء منصور، وهم كل من نصر الله ومنصور ومحمد؛ بحجة شرائه للمنزل أو أنه منزل فخر الدين. استمرت السلطات العثمانية في دعم مطالب الفريخ بإعادة ممتلكاتهم في قب الياس حتى تشرين الثاني من عام ١٦١٥ على الأقل، عندما صدر مرسوم يأمر سلطات دمشق بتسوية الأمر.

## بيبلوجرافيا
- Abu Husayn، Abdul Rahim (2004). The View from Istanbul: Ottoman Lebanon and the Druze Emirate. I.B.Tauris. ISBN:9781860648564. مؤرشف من الأصل في 2019-12-14.
- Bakhit، Muhammad Adnan (1982). The Ottoman Province of Damascus in the Sixteenth Century. Librairie du Liban. مؤرشف من الأصل في 2020-01-26.
- Harris، William (2012). Lebanon: A History, 600–2011. OUP USA. ISBN:9780195181111. مؤرشف من الأصل في 2016-04-27.
- Khalidi، Tarif (1984). Land Tenure and social Transformation in the Middle East. American University of Beirut.
- Sluglett، Peter؛ Weber، Stefan (2010). Syria and Bilad Al-Sham Under Ottoman Rule. BRILL. ISBN:9789004181939. مؤرشف من الأصل في 2016-05-16.
- Winter، Stefan (2010). The Shiites of Lebanon under Ottoman Rule, 1516–1788. Cambridge University Press. ISBN:9781139486811.